# Älvdalspartiet
Älvdalspartiet (ÄP) var ett lokalt politiskt parti i Älvdalens kommun. Partiet bildades under valrörelsen 1998 i protest mot förslaget att bygga riksvägen genom Kyrkbyn.
Hösten 2008 beslutade partiets styrelse att partiet skulle läggas ner. Martis Stig Eriksson som hade partiets då enda mandat satt dock kvar på sina politiska uppdrag. Eriksson kandiderade för Kommunlistan i valet 2010.

## Valresultat
| År   | Röster | %    | Mandat  |
| ---- | ------ | ---- | ------- |
| 1998 | –      | 9,3  | 5 av 49 |
| 2002 | 354    | 8,51 | 3 av 35 |
| 2006 | 173    | 3,95 | 1 av 35 |